# Baconia patula
Baconia patula är en skalbaggsart som beskrevs av Lewis 1885. Baconia patula ingår i släktet Baconia och familjen stumpbaggar. Inga underarter finns listade i Catalogue of Life.